# Blood Feast (film 2016)
Blood Feast è un film del 2016 diretto da Marcel Walz.
Si tratta di un remake del film Blood Feast (1963) di Herschell Gordon Lewis.

## Trama
Fuad Ramses e la sua famiglia si trasferiscono dagli Stati Uniti in Francia, dove aprono un ristorante americano. Poiché gli affari vanno molto male, l'uomo si mette a lavorare anche come guardiano notturno in un museo egizio. Durante queste lunghe notti al museo, Fuad inizia ad essere sempre più attratto da una statua che rappresenta la seducente dea Ishtar, la quale gli compare in una visione per assoggettarlo ai suoi voleri.
Convinto di poter riportare in vita la dea con un rituale sanguinario, Fuad diventa un feroce assassino facendo a pezzi giovani ragazze e sottraendo loro delle parti anatomiche che gli serviranno per il suo scopo.